# 1155 Aënna
Aënna (asteróide 1155) é um asteróide da cintura principal com um diâmetro de 11,64 quilómetros, a 2,0627858 UA. Possui uma excentricidade de 0,1628415 e um período orbital de 1 412,75 dias (3,87 anos).
Aënna tem uma velocidade orbital média de 18,97446405 km/s e uma inclinação de 6,59558º.
Esse asteróide foi descoberto em 26 de Janeiro de 1928 por Karl Reinmuth.